# Exmoor-Pony

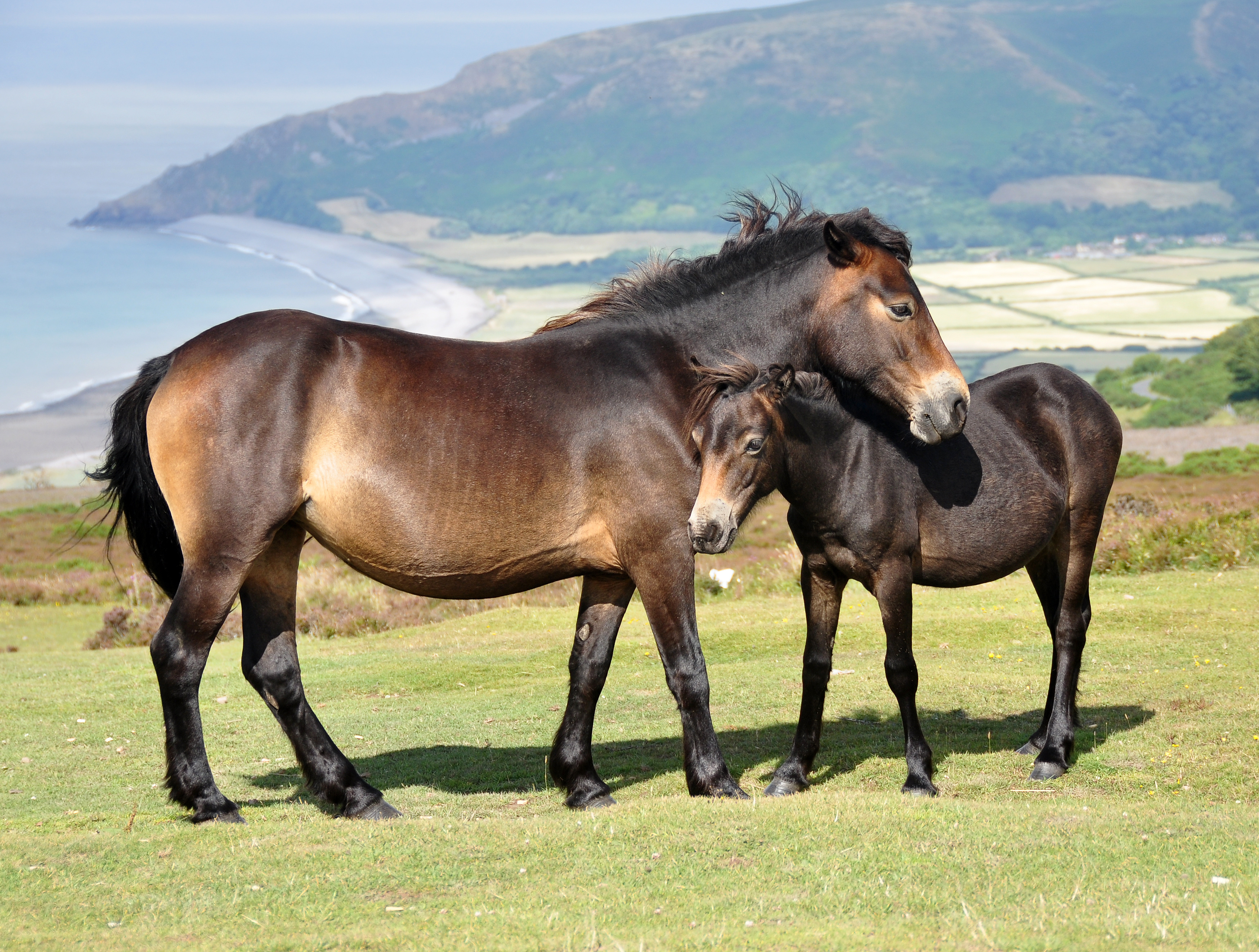
Mutterstute mit Fohlen im Sommerfell

Das Exmoor-Pony ist eine mittelgroße englische Ponyrasse. Es ist das ursprünglichste und wildpferdartigste der britischen Kleinpferde; einige Herden wandern noch frei in den Mooren Südwestenglands (z. B. Exmoor-Nationalpark, ein Wildes Gestüt). Behauptungen, Exmoor-Ponys verfügten über einen siebenten Mahlzahn, den es bei anderen Pferderassen nicht gebe, basieren auf einer Fehlinterpretation.

Hintergrundinformationen zur Pferdebewertung und -zucht finden sich unter: Exterieur, Interieur und Pferdezucht.

## Exterieur

Die braune Fellfarbe des Exmoorpferdes ist genetisch bei pleistozänen Pferden nachgewiesen und auch in der Höhlenmalerei porträtiert

Dem Exmoorpferd wird aufgrund seines Phänotyps von einigen Forschern eine besondere Nähe zum europäischen Wildpferd, dem Tarpan, zugesprochen. Im Allgemeinen verfügt das Exmoor-Pony über einen gedrungenen, kräftigen Körperbau, bisweilen muten manche Rassevertreter primitiv an. Die Rasse ist bezüglich des Exterieurs ausgesprochen homogen.
Der lange, trockene und ausdrucksvolle Kopf mit geradem Profil weist eine breite Stirn sowie kleine, spitze, ponytypische Ohren auf, die Maulpartie ist fein, der Kiefer aber kräftig. Kennzeichnend sind die leicht vorstehenden Augen ("Krötenaugen", im Englischen "Toad Eyes"), wobei dies zusätzlich durch die sie umgebenden hellen Haare betont wird. Weitere Charakteristika dieser Rasse sind die weiten Nüstern und die insgesamt lange Nasenpartie, die die Atemluft vor dem Einatmen erwärmt. Der wohlgeformte Hals mit leichtem Genick ist gut aufgesetzt und bemuskelt, die lange Schulter schräg gelagert. Der Rumpf ist im Allgemeinen breit und tief, dabei kräftig bemuskelt. Insgesamt ist der Rücken eher lang, während die ebenfalls kräftige, aber stark abfallende Kruppe mitunter eher kurz geraten ist. Der dichte, am Ansatz fächerartig gewachsene Schweif dient dem Wetterschutz. Die in Relation zum übrigen Körper kurzen Gliedmaßen weisen viel Knochenstärke, eine korrekte Stellung und eine kräftige Bemuskelung auf. Sie sind mit kurzen, kräftigen Röhrbeinen, starken Gelenken und deutlich markierten Sehnen versehen. Kötenbehang hingegen tritt nicht auf. Die kleinen bis recht großen Hufe sind wohlgeformt und weisen eine harte Konsistenz auf.
Die Fellfarbe des Exmoors ist schwarzbraun, welches in Schattierungen von beige-bräunlich bis hin zu dunkelbraun-schwarz reichen kann. Die meisten Exmoorpferde sind jedoch rotbraun oder haselnussbraun gefärbt. Braun ist eine für das europäische Wildpferd nachgewiesene Fellfarbe. Relevant wäre, ob die europäischen Wildpferde auch das Falb-Gen, welches genetisch noch nicht identifiziert wurde, aufwiesen oder nicht. Das Falbgen ergibt bei brauner Grundfarbe einen sandfarbenen Ton wie beim Przewalski-Pferd, bei schwarzer Grundfarbe eine mausgraue Farbe ähnlich der des Koniks. Folglich konnten sowohl braune, schwarze, sandfarbene und mausgraue Farben beim europäischen Wildpferd vorgekommen sein. Exmoor-Pferde weisen das aufhellende Falb-Gen nicht auf. Ein Fehlen des Falbgens beim westeuropäischen Exmoorpferd könnte als eine Anpassung an waldiges Terrain in Mittel- und Westeuropa zu verstehen sein, welches eine dunklere Farbe begünstigt haben könnte. Das Exmoor-Pferd weist auch, wie sämtliche heutige Wildpferd-Vertreter, das Pangare-Gen auf, welches eine helle Körperunterseite und ein weißes Mehlmaul verursacht. Die Beine werden zu den Hufen hin sehr dunkel, auch ist ein feiner Aalstrich oft vorhanden.
Das Exmoorpferd ist als Robustpferd besonders abgehärtet und widerstandsfähig gegen viele Pferdeseuchen. Das Winterfell des Exmoor-Ponys besteht aus einem weichen wolligen Unterfell und einem längeren, öligen, wasserabweisenden Oberfell. Als weitere Anpassung an die Witterungen des britischen Klimas gelten die bei einigen ursprünglichen Ponys vorhandenen Augenwülste, welche die Augen vor Regenwasser und Schnee schützen.

## Interieur
Das Exmoor-Pony ist zäh, robust und gesund. Auch wenn es manchmal seine Eigenwilligkeit zeigt, ist es im Allgemeinen dem Menschen gegenüber freundlich eingestellt und im Umgang aufmerksam und willig.
Exmoor-Ponys sind, im Gegensatz zu vielen anderen Rassen, in extensiver Haltung scheu und meiden den Menschen. Andere, etwa Koniks, sind, auch wenn sie ihr ganzes Leben auf Naturflächen zugebracht haben, sehr zutraulich, was zu Konflikten mit Menschen führen kann. Auch zeigen Exmoor-Ponys bei der Flucht einen starken Herdeninstinkt und bilden mitunter einen Verteidigungsring um die Fohlen, wenn sie sich bedroht fühlen, während sich Koniks zerstreuen.

## Geschichte

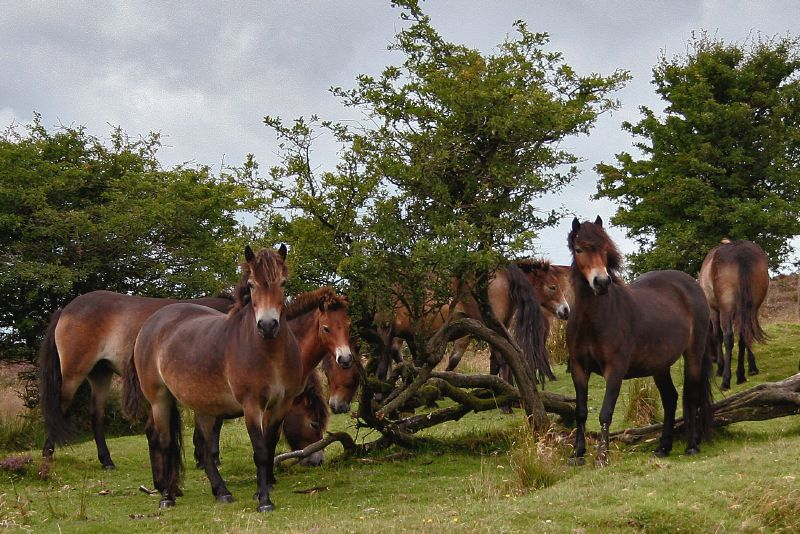
Wilde Exmoor-Ponys nahe Winsford, England

Bereits im Pleistozän dienten Wildpferde den Menschen in Großbritannien als Nahrung. Ihre Überreste sind in eiszeitlichen Fundstätten häufig. Unklar ist derzeit, ob Wildpferde während des Mesolithikums aus Großbritannien verschwanden und erst als Hauspferde wieder auf die Insel kamen, oder ob sie durchgehend überlebten.
Genetische Studien widersprechen der Ansicht, beim Exmoorpony handele es sich um eine überlebende Form der Wildpferde Großbritanniens. Sie teilen sich mDNA mit verschiedenen anderen Hauspferderassen, und ihr Y-Chromosom ist mit dem der meisten anderen Hauspferde identisch.
Als sicher kann jedoch gelten, dass das Exmoor-Pony die einzige weitgehend unverkreuzte Population eines wilden Pferdetypus ist, der einst über ganz Großbritannien verbreitet war und zumindest bis zum Jahr 1086, der Zeit Wilhelm des Eroberers, zurückverfolgbar ist, weshalb die Exmoorpony-Herden als die am längsten zurückverfolgbaren wilden Pferdepopulationen Europas gelten.
Die Pferde galten in historischer Zeit als scheu und wurden gejagt. Ihr Fleisch stellte eine wichtige Lebensgrundlage für viele Einwohner dar. Typisch war ein kleiner, eine Widerristhöhe von 130 cm nicht überschreitender, kräftiger Körperbau mit bulligem Kopf und kurzer buschiger Mähne. Die Färbung war überwiegend dunkelbraun oder schwarz, mit einer hellen Körperunterseite sowie einem Mehlmaul.
Mit der Zeit wurden die Ponys nicht mehr nur gejagt, sondern auch gezähmt und von Bauern gezüchtet. Aufgrund ihrer kräftigen Statur bewährten sie sich als Zugtiere. Im Laufe des 19. und 20. Jahrhunderts wurden sie vielerorts mit Pferden vom Festland gekreuzt, sodass viele lokale Ponyrassen ihre ursprüngliche Erscheinung  verloren. Um 1900 zeigten einheimische britische Pferderassen noch starke Ähnlichkeit untereinander. So waren damals Ponys aus Nordwales, den Hebriden, Welsh-Ponys, das Dartmoor-Pony und das heute ausgestorbene Galloway-Pony (aus dem das Fellpony hervorgegangen ist) vom heutigen Exmoorpony so gut wie nicht unterscheidbar. Auch Pferde der Färöer-Inseln gehen auf solche Ponys zurück. Genetische Befunde implizieren eine Nordpony-Gruppe, der weitere nördliche Ponyrassen wie das Shetland-Pony und das Fjordpferd angehören, was ebenfalls auf gemeinsamen Ursprung hinweist.
Einzig in Exmoor gab es sehr wenig Vermischung, sodass sich dort der ursprüngliche wilde Pferdetypus erhalten konnte. Kreuzungen mit anderen Rassen, v. a. dem Englischen Vollblut, wurden zwar durchgeführt, aber da deren Resultate mit harten Wintern meist wesentlich schlechter zurechtkamen, oft wieder aufgegeben. Dementsprechend blieb der Einfluss anderer Rassen im Exmoorpony gering. Dies zeigt sich unter anderem im auffallend homogenen Erscheinungsbild der Rasse.
Während des Zweiten Weltkriegs ging die Zahl der Exmoor-Ponys stark zurück. Rund 50 überlebten, darunter nur 6 Hengste. Dieser genetische Flaschenhals wird für einen wesentlichen Verlust der genetischen Vielfalt innerhalb des Exmoorponys verantwortlich gemacht; so gab es früher eine schwarze Variante; historisch nachgewiesen sind auch weiß-gräuliche Exmoorponys mit dunklen Beinen, die wahrscheinlich auf Vermischung mit anderen Rassen zurückgehen.
1921 wurde die Exmoor Pony Society gegründet, mit dem Ziel, das reinrassige Exmoor-Pony zu erhalten. 2010 wurde der weltweite Bestand des Exmoorponys auf etwa 800 Tiere geschätzt. Einige Populationen leben wild bzw. halbwild, zwölf Herden davon alleine in Exmoor.

## Verwendung
Das Exmoor-Pony ist kräftig genug, einen ausgewachsenen Menschen zu tragen, wird aber vorwiegend als Kinderpony eingesetzt. Verwendung findet dieses ursprüngliche Pferd auch im Naturschutz. Da der Beweidungseinfluss großer Pflanzenfresser zur Erhaltung offener Flächen mit ihrer Biodiversität beiträgt (Megaherbivorenhypothese), werden robuste Tiere wie das Exmoorpferd u. a. von der Arbeitsgemeinschaft Biologischer Umweltschutz (ABU) oder der Stichting Taurus halbwild lebend in Beweidungsprojekten eingesetzt. Auch im Hutewaldprojekt im Naturpark Solling-Vogler unterstützen sie den Erhalt der Natur- und Kulturlandschaft. Zudem wird das Exmoor als Ersatz für das ausgerottete europäische Wildpferd in der Wildnis vorgeschlagen.